# Mariene ecoregio Samoa-eilanden
De Mariene ecoregio Samoa-eilanden (157) (Engels: Samoa Islands marine ecoregion) is een biogeografische regio en ligt in het centrale deel van de Grote Oceaan in de Mariene provincie Centraal-Polynesië (39) in het Marien rijk Oostelijke Indo-Pacific. De mariene ecoregio is vastgesteld door het World Wide Fund for Nature en The Nature Conservancy en is vernoemd naar de Samoa-eilanden.
In het noordoosten grenst het gebied aan de mariene ecoregio Phoenix/Tokelau/Noordelijke Cookeilanden (156), in het zuiden aan de mariene ecoregio Tonga-eilanden (146), in het zuidwesten aan de mariene ecoregio Fiji-eilanden (147) en in het noordwesten aan de mariene ecoregio Gilbert- en Ellice-eilanden (154).

## Geografie
De mariene ecoregio ligt in het centrale deel van de Grote Oceaan rond Wallis en Futuna (een Frans overzees gebiedsdeel), de noordelijke Tonga-eilanden, de Samoa-eilanden in het land Samoa en de unincorporated territory Amerikaans-Samoa van de Verenigde Staten. Het gebied strekt zich uit van de wateren rond Rose Atoll in het oosten tot aan het eiland Futuna in het westen tot aan de eilanden Mataʻaho en Tafahi van Tonga in het zuiden.
Door het gebied stroomt de Pacifische Zuidequatoriale stroom.

## Biogeografie
Het gebied kent zeeleven dat houdt van tropische temperaturen.